# Neo-Wafd
Il Neo-Wafd, o Partito del Nuovo Wafd (in arabo حزب الوفد الجديد‎?, Ḥizb al-Wafd al-Jadīd, è un partito politico egiziano d'impronta nazionalistica e liberale.
Esso costituisce la riproposizione del vecchio e glorioso partito del Wafd, nato in Egitto subito dopo il termine della prima guerra mondiale, che era stato costretto a interrompere la propria attività politica in seguito al colpo di Stato militare del 1952, condotto a termine da Muhammad Naguib e Jamāl ʿAbd al-Nāṣer.
Il Neo-Wafd è stato rifondato nel 1983 ma le difficoltà causate dal regime politico egiziano, di fatto monopartitico, ne ha intralciato l'opera di radicamento nell'opinione pubblica egiziana.
È in buona parte per questo motivo che nelle precedenti elezioni parlamentari del 2005, il partito ha guadagnato appena 6 dei 454 seggi parlamentari dell'Assemblea del popolo egiziana.
Nuʿmān Gumʿa è stato il candidato del Neo-Wafd nelle elezioni presidenziali del 2005. In tale occasione ha ottenuto il 2.9% del totale dei voti espressi.
al-Sayyid al-Badawi è il presidente del partito dopo essersi aggiudicato l'elezione interne del Neo-Wafd il 28 maggio 2010, superando l'altro concorrente, Mahmud Abaza, che era il presidente uscente dopo esser succeduto a sua volta a Nu'man Gum'a nel 2006.

## Obiettivi
Il partito si batte per l'introduzione nel Paese di riforme politiche, economiche e sociali, per la promozione della democrazia, per assicurare le libertà fondamentali e i diritti dell'uomo, nel quadro di un'unità effettiva dell'Egitto.
Il partito chiede anche la fine del trentennale stato di emergenza, per avviare a soluzione i gravosi problemi della disoccupazione e dell'emergenza abitativa, per l'efficienza dei servizi sanitari e lo sviluppo dell'istruzione.

## Piattaforma del partito
La piattaforma del partito chiede l'applicazione dei seguenti punti:
Riforme politiche
- Democrazia basata su un sistema multipartitico.
- Mantenimento dell'unità nazionale.
- Protezione delle libertà politiche e dei diritti dell'uomo.
- Indipendenza del sistema giudiziario.
- Abolizione delle leggi d'emergenza.

Riforme economiche
- Stabilizzazione della legislazione economica e razionalizzazione del consumo pubblico.
- Rafforzamento del ruolo dell'iniziativa privata.
- Sviluppo del settore pubblico.
- Sviluppo del settore produttivo.
- Apertura di banche straniere in Egitto.
- Stabilizzazione dei prezzi.

Riforme sociali
- Modernizzazione dell'agricoltura.
- Aggiornamento dei servizi sanitari.
- Incremento dell'efficienza del lavoro e introduzione di nuove leggi per la protezione dei diritti dei lavoratori.

Politica estera
- Il partito si batte per il raggiungimento di una pace giusta e duratura nel Vicino Oriente:
  - crede che Israele abbia violato gli impegni assunti con gli Accordi di Camp David.
  - impegno per la soluzione della questione palestinese.
- Invoca l'unità araba.
- S'impegna a cercare di migliorare e di approfondire le relazioni arabe e islamiche.
- Sottolinea la necessità di un'integrazione egitto-sudanese.
- Si batte per sviluppare le relazioni egitto-africane.
- Promuove il neutralismo e il non-allineamento.

## Disordini del 2006
Ai primi di dicembre del 2005, il partito apparve entrare in crisi a seguito delle elezioni parlamentari, allorché il suo presidente Nuʿmān Gumʿa si dimise dalla carica col vice Presidente Munir Fakhri Abd al-Nur a seguito della deludente performance che il partito aveva mostrato nelle elezioni.
ʿAbd al-Nūr era anche il leader del blocco dell'opposizione nel parlamento uscente prima di perdere il proprio seggio nella prima tornata elettorale. ʿAbd al-Nūr dichiarò ai media, prima delle sue dimissioni, che la sola via che il partito avrebbe potuto intraprendere era quella del "cambio della sua leadership". Egli proseguì affermando che vi era un ampio schieramento favorevole al cambio di leadership all'interno del partito.
Dopo le elezioni presidenziali egiziane del 2005, il Neo-Wafd si spaccò a seguito dello scadente risultato registrato da Gumʿa, con una parte che chiedeva che questi lasciasse la sua carica di presidente del partito. Tale richiesta divenne ancor più impellente dopo che anche il partito ebbe uno scadente esito elettorale per il rinnovo del parlamento egiziano.
A fine dicembre del 2005, il comitato supremo del partito ebbe un ripensamento circa le dimissioni di Gumʿa, sfiduciando ʿAbd al-Nūr assieme ad altri componenti del Neo-Wafd. Il comitato supremo invocò anche elezioni per i suoi membri ed emendò le sue regole interne in proposito, specialmente quelle che concedevano al presidente del partito vasti poteri, nel tentativo di ridurre i poteri politici del presidente, cose tutte che Gumʿa intendeva mantenere.